# マンダレー外国語大学
マンダレー外国語大学（マンダレーがいこくごだいがく、ビルマ語: နိုင်ငံခြားဘာသာတက္ကသိုလ် ）は、ミャンマー・マンダレーにある国立大学である。
略称はMUFL。
ミャンマーに外国語大学は、ヤンゴン外国語大学と本校のみである。

## 沿革
マンダレー外国語大学は、1997年12月3日に設立されマンダレー大学のキャンパスで実施されていたが、2014年10月1日以降はマンダレー・62番街に移転した。

## 組織
学科構成は東洋語5学科、西洋語4学科、社会科学系6学科の、計15学科がある。
社会科学系の6学科は大学全体の教養教育を担当し、学生を取らない。
またビルマ語学科は外国人専用の学科である。
- 日本語学科
- 朝鮮語学科
- 中国語学科
- タイ語学科
- ビルマ語学科
- 英語学科
- ドイツ語学科
- ロシア語学科
- フランス語学科
- 哲学科
- 歴史学科
- 東洋学科
- 言語学科
- 地理学科
- 国際関係学科